# رد الکتریکا
رد الکتریکا (به اسپانیایی: Red Eléctrica) شرکت دولتی برق اسپانیایی است، که اپراتور اصلی شبکه برق ملی اسپانیا می‌باشد و وظیفه انتقال انرژی الکتریکی را در این کشور برعهده دارد. شرکت رد الکتریکا همچنین دارای عملیات در کشورهای پرتغال، پرو و بولیوی نیز می‌باشد.